# Woodvale
Woodvale – wieś w Anglii, w hrabstwie ceremonialnym Merseyside, w dystrykcie metropolitalnym Sefton. Leży 22 km na północ od centrum Liverpool i 304 km na północny zachód od Londynu.